# ألف هارفي
ألف هارفي (بالإنجليزية: Alf Harvey)‏ (1 يناير 1854 - 1 يناير 1935) هو لاعب كرة قدم بريطاني (وحمل سابقاً جنسية المملكة المتحدة لبريطانيا العظمى وأيرلندا) في مركز الدفاع. شارك مع منتخب إنجلترا لكرة القدم. أما مع النوادي، فقد لعب مع أستون فيلا.

## وصلات خارجية
- ألف هارفي على موقع قاعدة بيانات كرة القدم.إي يو (الإنجليزية)
- ألف هارفي على موقع ناشيونال فوتبول تيمز (الإنجليزية)
- ألف هارفي على موقع عالم كرة القدم.نت (الإنجليزية)